# 42-я церемония «Грэмми»
42-я церемония вручения премий «Грэмми» состоялась 23 февраля 2000 года в Стэйплс-центр, Лос-Анджелес. Группа Santana была награждена 8 премиями, включая Альбом года за их диск Supernatural, повторив рекорд Майкла Джексона за один день, который он установил в 1983 году. А всего их альбом взял 9 статуэток «Грэмми». Группа Backstreet Boys не получила наград ни в одной из 5 номинаций. Всего вручались 98 премий «Грэмми» в 28 категориях.

## Основная категория

### Запись года
- Matt Serletic (продюсер), David Thoener (звукоинженеры), Роб Томас & Карлос Сантана за песню «Smooth»

### Альбом года
- Clive Davis, Jerry 'Wonder' Duplessis, Dust Brothers, Alex Gonzales, Charles Goodan, Stephen M. Harris, Лорин Хилл, Art Hodge, Wyclef Jean, Fher Olvera, K. C. Porter, Dante Ross, Matt Serletic (продюсеры), Mike Couzzi, Benny Faccone, Steve Farrone, Steve Fontano, David Frazer, Jim Gaines, John Gamble, Commissioner Gordon, Andy Grassi, John Karpowich, Glenn Kolotkin, Tom Lord-Alge, Jeff Poe, Tony Prendatt, Anton Pukshansky, Warren Riker, Jim Scott, John Seymour, Matty Spindel, Chris Theis, David Thoener, T-Ray, Alvaro Villagra (звукоинженеры) & Карлос Сантана за альбом Supernatural

### Песня года
- Itaal Shur & Rob Thomas (авторы) за песню «Smooth» в исполнении Santana и Роб Томас

### Лучший новый исполнитель
- Кристина Агилера (номинанты: Мэйси Грэй, Кид Рок, Бритни Спирс, Susan Tedeschi)

## Поп

### Лучшее женское вокальное поп-исполнение
- Сара Маклахлан — «I Will Remember You»

### Лучшее мужское вокальное поп-исполнение
- Стинг — «Brand New Day»

## Рок-музыка

### Лучший женский рок-вокал
- Шерил Кроу — «Sweet Child o' Mine»

### Лучший мужской рок-вокал
- Ленни Кравиц — «American Woman»

### Лучшая рок-группа
- Эверласт & Santana — «Put Your Lights On»

### Лучшая рок-песня
- Фли, Джон Фрушанте, Anthony Kiedis & Чад Смит (авторы) за песню «Scar Tissue» группы Red Hot Chili Peppers

### Лучший рок-альбом
- Steve Fontano (звукоинженер), Clive Davis (продюсер) & Santana за альбом Supernatural

## Рэп-музыка

### Лучшее сольное рэп-исполнение
- Эминем — «My Name Is»

### Лучший рэп-альбом
- Mr. B (звукоинженер), Jeff Bass, Marky Bass (продюсеры) & Эминем (продюсер и исполнитель) за альбом The Slim Shady LP

## Кантри-музыка

### Лучший женский кантри-вокал
- «Man! I Feel Like a Woman!» — Шанайя Твейн

### Лучший мужской кантри-вокал
- «Choices» — Джордж Джонс

### Лучшее кантри-исполнение дуэтом или группой с вокалом[англ.]
- «Ready to Run» — Dixie Chicks

### Лучшая кантри-коллаборация с вокалом
- «After the Gold Rush» — Emmylou Harris, Dolly Parton & Linda Ronstadt

### Лучшая кантри-песня
- «Come On Over»
  - Robert John «Mutt» Lange & Шанайя Твейн, авторы (Шанайя Твейн)

### Лучший кантри-альбом
- Fly — Dixie Chicks

## Кино/ТВ/медиа
- Best Soundtrack Album
  - Tarzan — Mark Mancina & Phil Collins
  - American Beauty -
  - Austin Powers: The Spy Who Shagged Me -
  - The Matrix -
  - The Prince of Egypt -

- Премия «Грэмми» за лучшую песню, написанную для визуальных медиа
  - «Beautiful Stranger» (из Austin Powers: The Spy Who Shagged Me) — Мадонна & William Orbit, авторы (Madonna)
  - «Music of My Heart» (из Music of the Heart) — Diane Warren, автор (NSYNC & Diane Warren)
  - «The Prince of Egypt (When You Believe)» (из The Prince of Egypt) — Steven Schwartz & Babyface, авторы (Mariah Carey & Whitney Houston)
  - «The Time of Your Life» (из A Bug’s Life) — Рэнди Ньюман, автор (Рэнди Ньюман)
  - «You’ll Be in My Heart» (из Tarzan) — Phil Collins, автор (Phil Collins)

- Best Instrumental Composition Written for Motion Picture or Television
  - A Bug’s Life — Рэнди Ньюман
  - Shakespeare in Love — Stephen Warbeck
  - Star Wars Episode I: The Phantom Menace — John Williams
  - Le Violon Rouge — John Corigliano
  - La Vita è Bella — Никола Пьовани

## Персона года «MusiCares»
- Элтон Джон